# فرودگاه ریویر او سومون
فرودگاه ریویر او سومون (به انگلیسی: Rivière-aux-Saumons Aerodrome) یک فرودگاه خصوصی است که یک باند فرود آسفالت دارد. این فرودگاه در کشور کانادا قرار دارد.